# CGMS-A
CGMS-A (Copy Generation Management System Analog) és un mecanisme de protecció anticòpia per a senyals de televisió analògica. El sistema existeix des de 1995 i ha estat estandarditzat per la IEC (International Electrotechnical Commission) i la IEA/CEA (Consumer Electronics Association).
Aquest mecanisme no té cap mena de relació amb l'etiqueta de difusió (Broadcast Flag), que només és utilitzada en televisió digital

## Aplicacions
CGMS-A és utilitzat en aparells com PVR's (Personal Video Recorders) i DVR's (Digital Video Recorders), reproductors i gravadors de DVD, D-VHS, gravadors de Blu-ray, així com en algunes emissions de televisió. Els més recents aparells TiVo utilitzen senyals CGMS-A.
La implementació del CGMS-A és necessària per a certes aplicacions, com la llicència DVD CCA, D-VHS i en alguns gravadors de DVD que també utilitzen els senyals CGMS-A en les entrades analògiques. Aquesta tecnologia, però, requereix un mínim processament de senyal.

## Estandardització
CGMS-A es troba estandarditzat en diverses normes, designant-se com un fragment d'informació dins les dades transmeses durant l'interval d'esborrat vertical (VBI, Vertical Blanking Interval). Tanmateix, cada estàndard té les seves particularitats respecte d'on es pot trobar la informació CGMS-A dins aquestes dades.
- A l'estàndard de la IEC 61880 es designa com la informació que es troba a la línia 20 durant l'interval d'esborrat vertical dels senyals 525i i 480i.
- En l'estàndard IEC 61880-2 i en l'EIA-J es designa com la informació que es troba a la línia 41, en el senyal 520p.
- EIA/CEA-608-B indica que és la informació que es troba la línia 21 per als senyals 525i i 480i.
- EIA/CEA-805 per a interfícies de senyal de vídeo per components indica que és la informació que es troba a la línia 41 per al senyal 480p, a la línia 24 per al senyal 720p i a la línia 19 per al senyal 1080i.

## Senyalització
EIA-608-B especifica el significat de cada un dels 7 bits emprats. Els bits 3 i 4 contenen els valors de CGMS-A, els bits 1 i 2 contenen els valors del Sistema de Protecció Analògica (APS), el bit 0 és el bit d'origen analògic (ASB) que especifica si el senyal prové de material pregravat i els bits 5 i 6 es troben reservats.
D'aquesta manera, mitjançant els bits 3 i 4 destinats als valors de CGMS-A es poden indicar els següents estats:
- 0 0 CopyFreely (Còpia Lliure) Contingut copiable il·limitadament.
- 0 1 CopyNoMore*  (Cap més còpia) Ja s'ha produït un nombre determinat de còpies i ja no es permet de fern-ne més.
- 1 0 CopyOnce Possibilitat de realitzar-ne una còpia.
- 1 1 CopyNever Cap possibilitat de fer còpies del contingut.

* L'estat CopyNoMore no formava part de l'estàndard original i el valor 0 1 es trobava reservat.

## Supressió del mecanisme
El senyal CGMS-A és fàcilment suprimible mitjançant dispositius que filtrin l'intèrval d'esborrat vertical i el normalitzin per tal d'eliminar els fragments d'informació que es desitgin.